# Klaus Karlbauer
Klaus Karlbauer (* 23. August 1960 in Villach/Kärnten) ist ein österreichischer Film- und Theaterregisseur, Komponist, Multimediakünstler und -produzent.

## Leben
Klaus Karlbauer studierte in den Jahren von 1980 bis 1985 an der Musikschule Villach und am Landeskonservatorium Klagenfurt Querflöte, Klavier und Musiktheorie. Nach der Matura am Peraugymnasium studierte er an der Hochschule für Musik und Darstellende Kunst Wien Querflöte, elektroakustische Musik und Komposition. Daran schloss sich ein Studium der Bühnen- und Filmgestaltung an der Universität für angewandte Kunst Wien – Meisterklasse Erich Wonder an.
Von 1981 bis 1995 arbeitete er für das K & K Experimentalstudio als Musiker, Darsteller, Bühnenbildner, Autor und Komponist. Im Jahr 1991 gründete er eine eigene Film- und Multimediaproduktion (Frau Faust Film bis 2004, danach Karlbauer Multimediaproduktionen KG, seit 2014 Karlbauer Projects KG), 1995 mit Rosivita (Roswitha Schreiner-Karlbauer) den Verein für multimediale Produktionen Movie n' Opera. Von 1996 bis 2002 war er Lehrbeauftragter für Multimedia-Komposition am Institut für elektroakustische Musik an der Hochschule für Musik und Darstellende Kunst Wien, seit 2010 unterrichtet er Medientheater, Sampling, Lecture Performance, Pop und Oper sowie Sound am Institut für Theater-, Film- und Medienwissenschaft der Universität Wien.
Auf dem Gebiet des Filmes ist Karlbauer als Drehbuchautor, Regisseur, Komponist und Produzent aktiv (z. B. Winterreise, 1985; Leben und Leiden des unglückseligen Kapellmeisters Herr von Ka, 1989; Frau Faust, 1992). Auf dem Gebiet des Musiktheaters arbeitete er häufig mit dem Komponisten Dieter Kaufmann zusammen (Still ist das Land, Sieg über die Sonne u.v.m). Aus dieser Zusammenarbeit entstanden weitere Kooperationen mit den Musikern Gunter Schneider, Wolfgang Mitterer u. v. a. Für das Festival Art Carnuntum leitete er eine Aufführung von Anestis Logothetis’ multimedialem Bühnenwerk Aus welchem Material ist der Stein von Sisyphos (1997), für den Österreichischen Rundfunk realisierte er davon eine Hörspielfassung. Für Movie n' Opera konzeptionierte und realisierte er die Last Vampire Show, die Medientheater-Trilogie forgetme(at)not, 1998; Passwort: Gilles de Rais, 2000; ZEROS + ONES a musical media–trip, 2001–02 sowie die Live-Performance und CD Nachtblau ist die Farbe meines Zorns, 2006–07. Nach 2000 entstand eine Reihe multimedialer Installationen, darunter Zauberflöte im Mozarthaus Vienna (2006, mit Günther Auer und Virgil Widrich), für die er den Multimedia-Staatspreis erhielt. Zwischen 2005 und 2008 realisierte er drei Live-Performances mit Andrea Latritsch-Karlbauer. 2007 realisierte er den Film-Prolog zur gleichnamigen Oper Der übergangene Mensch von Luna Alcalay. Seit 2010 entstand das multimediale Work in Progress Fool’s Island Project als Live-Film-Konzert, Performance Lecture und als Installation. Am 3. Oktober 2012 wurde Fool’s Island Project als Konzeptalbum auf Vinyl im Rahmen eines Release Konzertes im Wiener WUK veröffentlicht, danach folgten zahlreiche Auftritte in Österreich und Deutschland.
Im Jahr 2014 wurde das musikalische Projekt „Kakanische Miniaturen“ im Wiener Burgtheater im Rahmen von „Kakanien – Neue Heimaten“ uraufgeführt und auf Einladung der Erste Foundation im Rahmen von „Forum Alpbach 2014“ gemeinsam mit Oksana Sabushko nochmals gezeigt. 2014 wurde auch die CD Wonder Wheel – Musik für E-Zither, Bassklarinette, Bassgitarre und Elektronik veröffentlicht und mehrmals live gespielt. 2015 erfolgte die Uraufführung von „Was mich daran hindert, eine Oper zu schreiben – Lecture Oper“ von und mit Klaus Karlbauer im Rahmen der 1. Musiktheatertage Wien im Werk X. Eine erweiterte Fassung wird in der Galerie Freihausgasse Villach gezeigt, gemeinsam mit einer multi-medialen Ausstellung mit Arbeiten von Klaus Karlbauer, die im Rahmen der Produktion der Lecture Oper entstanden sind. Der Begriff „Lecture Oper“ wurde von Klaus Karlbauer erstmals verwendet („erfunden“) und stellt eine Weiterentwicklung der „Lecture Performance“ dar, Theorie und Praxis zu verschmelzen.
Von 2016 bis 2017 realisierte Klaus Karlbauer in Form eines Work in Progress „Music for Stacheldraht“ und „To live in the Borderlands“ sowohl als Live Performance wie auch als Album. Die Textgrundlage dafür stammt von Trinh T. Minh-ha und ihrem Buch Elsewhere Within Here – Immigration, Flucht und das Grenzereignis. Diese Arbeit ist gedacht als kritischer Kommentar zum politischen Wandel und untersucht, ob und wie Sound in der Lage ist, Zeitgeschehen zu reflektieren.
Im Jahr 2018 komponierte Klaus Karlbauer die Bühnenmusik für das Stück Eine Staatenloser des iranischen Autors, Schauspielers und Musikers Alireza Daryanavrad, und er spielt die Musik live bei den Aufführungen. Ein Staatenloser wurde am 21. September 2018 im Rahmen der Wienwoche im Werk X am Petersplatz in Wien uraufgeführt. Danach folgten zahlreiche Aufführungen, zuletzt am 25. Februar 2019 in den Münchner Kammerspielen.
Am 19. März 2019 wurde das Album Ich bin das Volk – Lieder zur Lage der Nation, komponiert, gespielt und gesungen von Klaus Karlbauer veröffentlicht und im Wiener Club Fanialive im Rahmen eines Live-Konzertes präsentiert.
Das Album Wiegenlied für den Nachtmahr wurde im Frühsommer 2021 – Pandemie-bedingt um ein halbes Jahr verspätet – auf Vinyl (Limited Edition) und digital veröffentlicht und fand eine positive Medienresonanz. Aufgrund des Lockdowns konnten nur wenige Live-Präsentationen stattfinden, u. a. in Villach, Klagenfurt, Wien und auf Schloss Lind in der Steiermark.
Die multimediale Installation „Die Anderen“ wurde für den Kunstraum Burgkapelle des Museums für Moderne Kunst Kärnten MMKK konzipiert und realisiert. Die Ausstellung wurde am 4. Juli 2022 eröffnet und war bis zum 16. Oktober 2022  zu sehen. Die Dreharbeiten für den 14-minütigen Film, der das Zentrum der Installation darstellt, fanden von Dezember 2018 bis Jänner 2019 in Sălătrucu in Rumänien statt. Der Film-Soundtrack von Klaus Karlbauer integriert Field Recordings und Samples von Rumänisch-Orthodoxen Chorgesängen.

## Werke (Auswahl)

### Elektronische Musik
- Atemstudien – Tonband solo (1980)[9]
- Ein Kärntner in New York – Tonband solo (1981)[9]
- Der Rabe – Tonband solo nach Texten von Edgar Allan Poe (1982)[9]
- Am Anfang war das Wort – Diverse Stücke zur gleichnamigen Performance nach Texten von Klaus Karlbauer (1982)[9]
- Post Punk Robbery – Diverse Stücke zur gleichnamigen Performance nach Texten von Klaus Karlbauer (1983)[9]
- Winterreise – Musik zum gleichnamigen Film nach Texten von Klaus Karlbauer (1985)[9]
- Bye By cycle – Erste Fahrradoper nach Texten von Klaus Karlbauer (1985)[9]
- Hygienequartett – für Tonband und vier Objekte (Zahnbürsten) (1985)[9]

### Bühnenmusik
- Still ist das Land – Medienperformance von Dieter Kaufmann, Klaus Karlbauer und Albert Tisal (1990)[9]
- NANU's kurze Geschichten über die Zeit – Bühnenmusik zum gleichnamigen Stück (1996)[9]
- Zeros + Ones – MusicMediaPerformance, gemeinsam mit Bernhard Loibner und Dieter Kaufmann (2001–2002)[9]
- Der Übergangene Mensch – Filmprolog zu einer Oper von Luna Alcalay (2007–2008)[9]
- Amour Fou (2011)[9]